# Amtsgericht Mewe
Das Amtsgericht Mewe war ein preußisches Amtsgericht mit Sitz in Mewe.

## Geschichte
Das königlich preußische Amtsgericht Mewe wurde mit Wirkung zum 1. Oktober  1879 als eines von fünf Amtsgerichten im Bezirk des Landgerichtes Graudenz im Bezirk des Oberlandesgerichtes Marienwerder gebildet. Der Sitz des Gerichtes war Mewe. Sein Gerichtsbezirk umfasste aus dem Kreis Marienwerder den Stadtbezirk Mewe und die Amtsbezirke Bielsk, Brodden, Groß Falkenau, Adlig Liebenau, Neuhof, Pehsken, Warmhof und Teile der Amtsbezirke Krausenhof, Kopitkowo und Münsterwalde. Am Gericht bestanden 1880 zwei Richterstellen. Das Amtsgericht war damit ein mittelgroßes Amtsgericht im Landgerichtsbezirk. Der Amtsgerichtsbezirk kam aufgrund des Versailler Vertrages 1919 als Teil des Polnischen Korridors zu Polen, und das Amtsgericht stellte seine Arbeit ein. Im Jahre 1939 wurde Polen deutsch besetzt. Im Rahmen der Neuorganisation der Gerichte in Ostdeutschland und im ehemaligen Polen wurden das Amtsgericht Mewe neu gebildet und erneut dem Landgericht Graudenz zugeordnet.
Im Jahre 1945 wurde der Amtsgerichtsbezirk unter polnische Verwaltung gestellt, und die deutschen Einwohner wurden vertrieben. Damit endete auch die Geschichte des Amtsgerichtes Mewe.